# Nikolai Gorbachev
Nikolai Gorbachev (n. 15 mai 1948, Rahačoŭ⁠(d), RSS Bielorusă, URSS – d. 9 aprilie 2019) a fost un caiacist ce a reprezentat Uniunea Republicilor Sovietice Socialiste, medaliat olimpic. A participat la o ediție a Jocurilor Olimpice (1972) în care a câștigat o medalie de aur.

## Participări
Lista de mai jos prezintă principalele competiții la care a participat Nikolai Gorbachev de-a lungul carierei.
- canoeing at the 1972 Summer Olympics – men's K-2 1000 metres[*]